# 438 v. Chr.
Portal Geschichte | Portal Biografien | Aktuelle Ereignisse | Jahreskalender | Tagesartikel

◄ |
6. Jahrhundert v. Chr. |
5. Jahrhundert v. Chr. |
4. Jahrhundert v. Chr. |
►

◄ | 450er v. Chr. | 440er v. Chr. | 430er v. Chr. | 420er v. Chr. |
410er v. Chr. |
►

◄◄ | ◄ | 441 v. Chr. | 440 v. Chr. | 439 v. Chr. | 438 v. Chr. |
437 v. Chr. |
436 v. Chr. |
435 v. Chr. |
► |
►►

## Ereignisse
- Der Parthenon in Athen wird fertiggestellt. Das von Phidias im Auftrag des Perikles für die Cella des Tempels geschaffene zwölf Meter hohe Statue der Pallas Athene wird geweiht.
- Der griechische Bildhauer Phidias beginnt mit der Arbeit an der Zeus-Statue im Zeustempel von Olympia.
- Das Werk Alkestis von Euripides wird uraufgeführt.